# Санс (клуб по хоккею на траве)
«Санс» (англ. SA Suns) — бывшая австралийская женская команда по хоккею на траве из города Аделаида.

## История
«Санс» представляла Южную Австралию в женской Австралийской хоккейной лиге в 1993—2018 годах.
В 1993—1996 годах команда называлась «Дайет Коук Аделаида Санс», в 1997—1998 и 2001—2007 годах — «Аделаида Санс», в 1999—2000 годах — «Аделаида Бэнк Санс», в 2008—2014 годах — «Саутерн Санс».
В 2019 году вместо «Санс» и мужской команды «Хотшотс» в Аделаиде был создан клуб «Аделаида Файр», который вошёл в Hockey One — высший эшелон австралийского хоккея на траве, пришедший  на смену Австралийской хоккейной лиге.

## Достижения
Команда дважды выигрывала чемпионат Австралии — в 1995 и 2011 годах. В 1996 году завоевала бронзовые медали.
Хоккеистки «Санс» трижды были признаны лучшими игроками Австралийской лиги по итогам сезона: в 2003 году награды была удостоена Кармел Бакурски, 2013 году — Карри Макмахон, в 2015 году — Джейн-Энн Клэкстон.

## Результаты выступлений

### Австралийская хоккейная лига
| Сезон | Место | Сезон | Место | Сезон | Место |
| ----- | ----- | ----- | ----- | ----- | ----- |
| 1993  | 5     | 2002  | 4     | 2011  | 1     |
| 1994  | 5     | 2003  | 6     | 2012  | 6     |
| 1995  | 1     | 2004  | 6     | 2013  | 6     |
| 1996  | 3     | 2005  | 4     | 2014  | 6     |
| 1997  | ?     | 2006  | 5     | 2015  | 6     |
| 1998  | 7     | 2007  | 8     | 2016  | 9     |
| 1999  | 4     | 2008  | 5     | 2017  | 7     |
| 2000  | 7     | 2009  | 6     | 2018  | 6     |
| 2001  | ?     | 2010  | 5     |       |       |

## Известные игроки
Завоевать первый чемпионский титул в 1995 году команде помогли хоккеистки сборной Австралии Джульетта Хэслем, Кати Аллен и Элисон Пик.
В 2011 году в состав «Саутерн Санс» входили хоккеистки сборной Австралии Холли Эванс, Бьянка Гриншилдс, Джорджи Паркер и Элиз Стейси и хоккеистки сборной Новой Зеландии Мелоди Купер, Кларисса Эшис и Кайла Шерланд.

## Тренеры
- 1993—1995 — Триша Эберле
- 2011 — Крейг Виктори
- 2014—2016 — Дэрриен Нимке
- С 2016 — Марк Дедман

## Стадион
Домашние матчи проводит на поле государственного хоккейного центра в Аделаиде, рассчитанного на 4000 мест (330 из них — постоянные).